# Arthur Goring Thomas
Pour les articles homonymes, voir Thomas.
Arthur Goring Thomas (Ratton Park (Sussex), 10 novembre 1850 – Londres, Grande-Bretagne, 20 mars 1892), est un compositeur britannique.

## Biographie
Arthur Goring Thomas est le plus jeune fils de Freeman Thomas et d'Amelia, fille du Colonel Thomas Frederick. Il est né à Ratton Park, Sussex, et a fait ses études au Haileybury College. Il était attiré par la Fonction publique, mais sa santé délicate a perturbé ses études, et en 1873 il se rend à Paris pour développer le talent musical qu'il a manifesté depuis son plus jeune âge. Il a étudié pendant deux ans avec Émile Durand. En 1875, il est retourné en Angleterre, et en 1877, il est entré à la Royal Academy of Music, où pendant trois ans, il a étudié avec Ebenezer Prout et Arthur Sullivan, obtenant la Lucas medal pour la composition. Plus tard, il a reçu une formation à l'orchestration auprès de Max Bruch. Sa première composition publiée a été une mélodie, Le Roi Henri, publiée en 1871.
En 1891 Thomas était sur le point de se marier ; peu de temps après, il a montré des signes de maladie mentale, et sa carrière a connu une fin tragique le 20 mars 1892 quand il s'est suicidé en se jetant sous un train.

## Œuvres
Son premier opéra comique, Don Braggadocio (livret de son frère, C. I. Thomas), est resté inachevé; une partie de la musique a été plus tard utilisée pour The Golden Web. Une partie de son second opéra, The Light of the Harem (livret de Clifford Harrison), a été représentée au Royal Academy of Music le 7 novembre 1879, obtenant un tel succès que Carl Rosa lui a commandé Esmeralda (livret de Theophile Marzials et Alberto Randegger), dédicacé à Pauline Viardot, représenté au Drury Lane le 26 mars 1883. (Distribution: Georgina Burns (Esmeralda): Barton McGuckin (Phoebus): William Ludwig (Frollo): Leslie Crotty (Quasimodo): Clara Perry (Fleur-de-Lys): Leah Don (Lois): J.H. Stilliard (Chevreuse): Ben Davies (Gringoire): G.H. Snazelle (Clopin).) Cet opéra contient un air qui a eu un très grand succès "O, vision entrancing". Deux ans plus tard, l'opéra a été donné (en allemand) à Cologne et Hambourg, et en 1890 (en français) au Covent Garden.
Le 16 avril 1885, au Drury Lane, Rosa monte le quatrième et meilleur opéra de Thomas, Nadeshda (livret de Julian Sturgis); une version en allemand de celui-ci a été donné à Breslau en 1890. Un cinquième opéra, The Golden Web (livret de Frederick Corder et B. C. Stephenson), un opéra bouffe plus léger que ses prédécesseurs, a été produit (après le décès du compositeur) par la Compagnie d'opéra Carl-Rosa (en) à Liverpool le 15 février, et au Lyric Theatre à Londres le 11 mars 1893.
En dépit d'une critique positive, l'intérêt pour l'opéra a été de courte durée.
À côté de ces œuvres dramatiques, les meilleures compositions de Thomas sont un psaume, Out of the Deep, pour soprano solo et chœur (Londres, 1878); une ode chorale, The Sun Worshippers (Norwich, 1881), et une suite de ballet pour orchestre (Cambridge, 1887). Une cantate, The Swan and the Skylark, a été découverte dans une version pour piano parmi ses manuscrits après son décès: elle a été orchestrée par Charles Villiers Stanford, et donnée au Birmingham Festival de 1894.
Ses compositions mineures contiennent plus de 100 mélodies et duos.

## Source
- (en) Cet article est partiellement ou en totalité issu de l’article de Wikipédia en anglais intitulé « Arthur Goring Thomas » (voir la liste des auteurs).